# اولیویه گیلو
اولیویه گیلو (انگلیسی: Olivier Guillou; ۱۴ مارس ۱۹۶۴ – ۱۱ نوامبر ۲۰۱۵) بازیکن فوتبال اهل فرانسه بود.